# Офис-леди
Офис-леди (яп. オフィスレディー офису рэди:), также ОЛ (яп. オーエル о:эру, OL) — офисные служащие в Японии, исполняющие обязанности секретаря, приносящие кофе или чай, занимающиеся ведением документации или другой вспомогательной работой. Как и многие незамужние японки, офис-леди обычно живут со своими родителями. Женщины нанимаются на полный рабочий день как постоянные сотрудники, но практически не имеют шансов на повышение: ожидается, что они оставят работу, как только вступят в брак. Из-за влияния японской культуры в Гонконге термин также широко употребляется и там.
Называемые «офисными цветами», офис-леди нанимаются сразу после окончания старших классов или средней школы, лицам с высшим образованием не рекомендуется пытаться начать карьеру таким образом. Они выполняют рутинную работу, предназначенную для создания комфортной атмосферы для работающих мужчин. Из-за молодого возраста их и называют «цветами»: возраст 24—28 лет считается наиболее подходящим для замужества.
Образ появляется в таких произведениях, как серия манги и аниме Shomuni, Oruchuban Ebichu, Bubblegum Crisis Tokyo 2040, All Purpose Cultural Cat Girl Nuku Nuku, OL Shinkaron. В Cutey Honey главная героиня нанимается офис-леди, чтобы незаметно уходить с работы.

## История
Феномен получил распространение после Второй мировой войны. Первоначально «ОЛ» назывались «BGs» (от англ. Business Girls, букв. «бизнес-девушки»), но когда выяснилось, что в английском уже существует акроним B-girls («bargirls»), женский журнал Josei Jishin предложил устроить конкурс на лучшее название для «бизнес-девушек». В 1963 году был выбран термин «офис-леди».
В 1980-х годах эта работа стала самой популярной среди японских женщин: треть работающих японок становились «офис-леди».